# Corybas naviculisepalus
Corybas naviculisepalus är en orkidéart som beskrevs av Pieter van Royen. Corybas naviculisepalus ingår i släktet Corybas, och familjen orkidéer. Inga underarter finns listade i Catalogue of Life.